# Мерск Алабама
„Мерск Алабама“ (на английски: MV Maerks Alabama) е американски (преди това датски) товарен кораб. Има светлосин корпус и бежова основа като всички кораби на „Мерск“, независимо от техния флаг на регистрация.
Става известен след инцидента на 7 април 2009 г., когато сомалийски пирати отвличат кораба, а след това и капитана Ричард Филипс. След отвличането му членовете на екипажа му са държани като заложници. Втори неуспешен опит за отвличане е направен по-късно същата година.

## История
Корабът е построен през 1998 г. под името „Алва Мерск“ от корабостроителна корпорация в гр. Кийлунг, Република Китай (Тайван) с производствен номер 676. През 2004 г. „Алва Мерск“ е преименуван на „Мерск Алабама“. Същата година корабът става жертва на измама в Кувейт.
Други отвличания на кораба стават през ноември 2009 г., септември 2010 г., март 2011 г., май 2011 г. и февруари 2014 г.